# Eugenio Mena
Eugenio Esteban Mena Reveco (Viña del Mar, 18 juli 1988) is een Chileens voetballer die doorgaans speelt als linksback. In januari 2023 verruilde hij Racing Club voor Universidad Católica. Mena maakte in 2010 zijn debuut in het Chileens voetbalelftal.

## Clubcarrière
Mena doorliep de jeugdopleiding van Santiago Wanderers en brak door in de Primera B van 2008. Zijn eerste professionele doelpunt scoorde hij op 11 oktober 2009, tijdens een 2–1 overwinning op San Marcos de Arica. In juli 2010 verkaste de verdediger naar Universidad de Chile. De verdediger had daar lang een reserverol, maar sinds de komst van coach Jorge Sampaoli in 2011 kreeg hij steeds meer speeltijd. In 2011 won hij de Primera División en de Copa Sudamericana. Twee jaar daarna werd Mena aangetrokken door Santos, dat hem voor een jaar huurde van Universidad. Na een jaar werd nam Santos hem definitief over. Bij Santos vertrok hij uiteindelijk omdat hij nog achterstallig salaris te goed had. Hierop tekende de Chileen een verbintenis bij Cruzeiro. In januari 2016 werd de linksback voor de duur van één jaar op huurbasis bij São Paulo gestald. Een jaar later huurde Sport Recife hem voor de rest van het kalenderjaar 2017. Na afloop van deze verhuurperiode legde Bahia Mena voor twee jaar vast, tot eind 2019. Een halfjaar later nam Racing Club de Chileen over en gaf hem een contract voor vier seizoenen. In januari 2023 keerde hij als speler van Universidad Católica terug in Chili en hij tekende voor twee jaar bij deze club.

## Interlandcarrière
Mena debuteerde op 7 september 2010 in het Chileens voetbalelftal, tijdens een met 2–1 verloren oefeninterland tegen Oekraïne. Hij begon op de bank en viel in de rust in voor Rodrigo Tello. Zijn eerste interlanddoelpunt scoorde hij op 21 maart 2012, tijdens een met 3–1 gewonnen wedstrijd tegen Peru. Mena maakte deel uit van de selectie van bondscoach Jorge Sampaoli op het WK 2014, waarop hij basisspeler was. Hij maakte ook onderdeel uit van de Chileense ploegen die de Copa América 2015 en de Copa América Centenario wonnen.

## Erelijst
| Competitie           |                      |                      |                      |                      |
| Competitie           | Aantal               | Jaren                |                      |                      |
| Universidad de Chile | Universidad de Chile | Universidad de Chile | Universidad de Chile | Universidad de Chile |
| -------------------- | -------------------- | -------------------- | -------------------- | -------------------- |
| Primera División     | 1                    | 2011                 |                      |                      |
| Copa Chile           | 1                    | 2012/13              |                      |                      |
| Copa Sudamericana    | 1                    | 2011                 |                      |                      |
| Racing Club          |                      |                      |                      |                      |
| Primera División     | 1                    | 2018/19              |                      |                      |
| Chili                |                      |                      |                      |                      |
| Copa América         | 2                    | 2015, 2016           |                      |                      |